# Gdy naród do boju
Gdy naród do boju – pieśń hymniczna, znana również jako „Szlachta w roku 1831”, popularna w środowisku ludowców i socjalistów od połowy XIX wieku.

## Charakterystyka
Wiersz powstał w 1835 roku, jego autorem był Gustaw Ehrenberg. Do tekstu podłożono fragment Wariacji B-dur op. 2 Fryderyka Chopina na temat arii z opery Don Giovanni Wolfganga Amadeusa Mozarta. Po raz pierwszy utwór został opublikowany w zbiorze Dźwięki minionych lat w 1848 roku w Paryżu. W tym samym czasie w Krakowie ukazało się wydanie konspiracyjne.
W pieśni napiętnowani są magnaci, szlachta i duchowieństwo – ukazani jako sprawcy utraty niepodległości przez Polskę. Tekst nawiązuje też do wydarzeń powstania listopadowego, bitwy pod Stoczkiem, problemu oczynszowania chłopów oraz zniesienia pańszczyzny.
Utwór składa się z wersów dwunastozgłoskowych i dziewięciozgłoskowych.
Budzący się ruch chłopski przyjął ją za swoją pieśń bojową. Była śpiewana m.in. przez maszerujące czwórki demonstrantów chłopskich podczas manifestacji w Rzeszowie 15 sierpnia 1936, zorganizowanej pod przewodnictwem Bronisława Kloca. Służyła za hymn Gwardii Ludowej i Armii Ludowej. W zmodyfikowanej wersji została hymnem Zjednoczonego Stronnictwa Ludowego, a w 1993 roku została ogłoszona hymnem Samoobrony.

## Tekst

### XX-wieczny (uwspółcześniony)
Gdy naród do boju wystąpił z orężem,

panowie o czynszach radzili.

Gdy naród zawołał: „umrzem lub zwyciężym!”,

panowie w stolicy bawili.

O, cześć wam, panowie magnaci,

za naszą niewolę, kajdany,

o, cześć wam, książęta, hrabiowie, prałaci,

za kraj nasz krwią bratnią zbryzgany.

Armaty pod Stoczkiem zdobywała wiara

rękami czarnymi od pługa,

panowie w stolicach kurzyli cygara,

radzili o braciach zza Buga.

O, cześć wam, panowie magnaci...

Wszak waszym był synem ów niecny kunktator,

co wzbudzał przed wrogiem obawę,

i wódz ten naczelny, pobożny dyktator,

i zdrajca, co sprzedał Warszawę.

O, cześć wam, panowie magnaci...

Lecz kiedy wybije godzina powstania,

magnatom lud ucztę zgotuje,

muzykę piekielną zaprosi do grania,

a szlachta niech wtedy tańcuje.

O, cześć wam, panowie magnaci...

Powstańcy nie znają wiedeńskich traktatów,

nie wchodzą w układy z carami,

lecz biją Moskali, wieszają magnatów

i mścić się umieją stryczkami.

O, cześć wam, panowie magnaci...

### Parodiapowojenna (ok. 1945)
Wersja antykomunistyczna, wyrażająca sprzeciw wobec nowej władzy w Polsce po II wojnie światowej jako narzuconej przez ZSRR, powstała prawdopodobnie w 1945 i miała służyć za pieśń oddziałów Konspiracyjnego Wojska Polskiego kpt. Stanisława Sojczyńskiego. Była kolportowana na ulotkach Ligi do Walki z Bolszewizmem, zbrojnej organizacji młodzieżowej kierowanej przez Stanisława Ptaka i Stanisława Szurę, działającej w Krakowie i związanej z Narodowym Zjednoczeniem Wojskowym. Na jej popularność w społeczeństwie w pierwszych latach powojennych wskazuje meldunek sytuacyjny dowództwa Krakowskiego Okręgu Wojskowego.
Gdy Naród w Warszawie wystąpił z orężem

To wyście w Lublinie radzili.

Warszawa wołała: „zginiem lub zwyciężym!”

A wyście PPR tworzyli.

O cześć wam Panowie z Lublina

Za mury stolicy zwalone

O cześć wam za rządy batiuszki Stalina

Za orła skradzioną koronę

Gdy ginął za wolność kwiat naszej młodzieży

Akowcy się w lasach trzymali

To wy tych najlepszych Ojczyzny żołnierzy

Zdrajcami narodu nazwali.

O cześć wam czerwoni panowie

Za czułą nad nami opiekę,

O cześć wam za wolność w piśmie i słowie

O cześć wam za waszą bezpiekę.

Gdy Anders we Włoszech z Niemcami wojował

Bór w szwabską iść musiał niewolę,

To Bierut Stalina po rękach całował

I rząd zdał pod jego kontrolę.

O cześć wam patrioci gorący,

Za kraj nasz za Bugiem sprzedany

Słuchajcie jak chwali was naród tam mrący

Lub przez was w tułaczkę skazany.

Jak Polski rozbiory potępił lud cały,

Tak Bugu potępił granicę.

I ciała jej sprawców wnet będą wisiały

Gotowe już są szubienice.

O cześć wam Osóbki, Bieruty

Żymierscy i inne Gomułki

Wy Polsce umieli z kacapem szyć buty,

Zginiecie z komuną do spółki.

## Nawiązania
Pieśń jest śpiewana przez bohaterów serialu Czterej pancerni i pies w drugim odcinku produkcji (1966). Kontrowersje wzbudziło umieszczenie jej w kontekście walk Armii Czerwonej i Armii Polskiej w ZSRR z Trzecią Rzeszą na ziemiach wschodnich II Rzeczypospolitej zajętych przez ZSRR podczas agresji w 1939.
W 2014 interpretacja pieśni znalazła się na albumie Zakażone piosenki grupy rockowej Zuch Kazik.